# Adolfo García Quesada

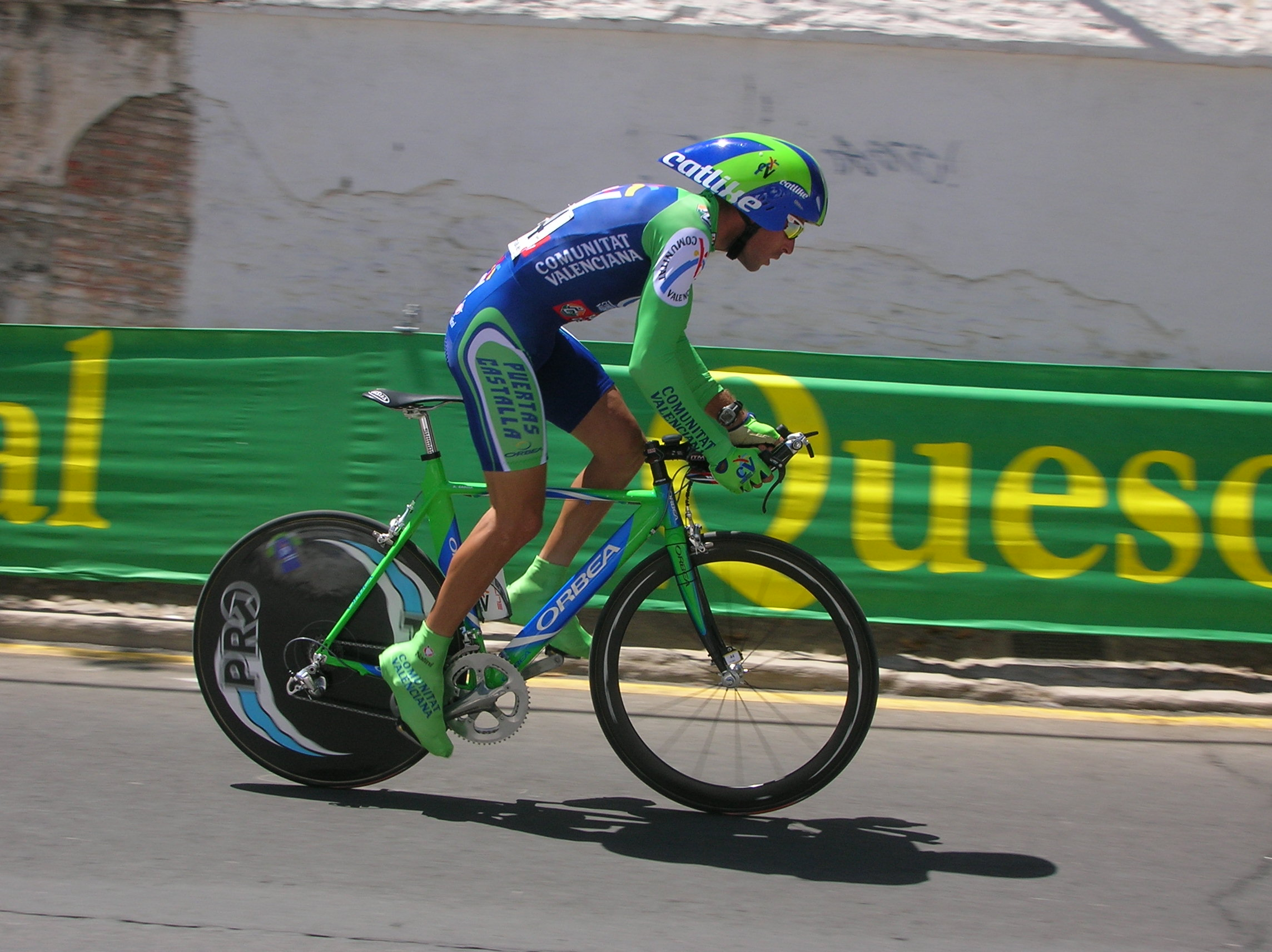
Adolfo García Quesada

Adolfo García Quesada (* 27. September 1979 in Granada) ist ein ehemaliger spanischer Radrennfahrer.
García Quesada wurde 2001 Profi bei iBanesto.com. In seinem zweiten Jahr sicherte er sich seinen ersten Profisieg durch einen Etappengewinn bei der Portugal-Rundfahrt. Später gewann er dort wieder zwei Etappen. 2003 wechselte er zu Kelme und gewann eine Etappe der Burgos-Rundfahrt. Seit 2006 fährt er für das Team Andalucía-Paul Versan. Er gewann eine Etappe bei der Ruta del Sol 2006 und wurde in der Gesamtwertung Dritter. Zu seinen größten Erfolgen zählt auch ein Etappensieg bei der Katalonien-Rundfahrt 2006. Adolfo ist der jüngere Bruder von Carlos García Quesada.
Ab Dezember 2006 war Quesada wegen Dopings für zwei Jahre gesperrt.

## Palmarès
2005
- Asturien-Rundfahrt

2006
- 1 Etappe Katalonien-Rundfahrt

## Teams
- 2001 iBanesto.com
- 2002 iBanesto.com
- 2003 Kelme-Costa Blanca
- 2004 Comunidad Valenciana-Kelme
- 2005 Comunidad Valenciana-Elche
- 2006 Andalucía-Paul Versan